# 蔣炳章
蔣炳章（1864年—1930年），原名適焻，字季和，號虎衫、又号留庵，江蘇蘇州府吳縣人，清朝至民國政治人物。

## 家世
其先世為蘇州望族婁關蔣氏。六世祖蔣重光為康熙至乾隆年間藏書家。高祖蔣元城。曾祖高郵州學正蔣錫琳（1777-1850）；曾祖母吳縣女史吳蕙（字靜香），著有《靜香樓詩草》等，《國朝閨秀正始續集補遺》有收錄其詩。祖父蔣如沂；祖母崑山女史李德純（字畹耘，號樹蘭，李德儀從姐、李存厚女），著有《蘭韻樓草》等，《國朝閨秀正始續集補遺》有收錄其詩。父蔣兆棠（號芸生）；母褚氏。

## 生平
光緒十九年（1893年）癸巳恩科舉人，光緒二十四年（1898年）戊戌科進士。授翰林院庶吉士，在松江府、蘇州府知府任幕僚，光緒二十七年（1901年）掌安慶敬敷書院（今安徽大學堂），光緒三十三年（1907年）授編修。宣統元年（1909年）被选为江苏咨议局副议长，江蘇教育總會副会长。民国初年，任江苏省议会副议长，江蘇省教育會总干事等。為民國《吳縣志》總纂之一。蔣炳章生平藏書及著作甚豐，著有《留庵詩文集》、《醒栩草堂遺稿不分卷》等。

## 家庭
夫人為五品縣丞沈孝銘女（？-1939）。有二子：
- 長子：蔣頌堯（字伯年，號賡唐）
- 次子：蔣方增（字仲川，號壽山，1890-1954），吳大衡子吳本齊長女婿，著有《中國金銀鎳幣圖說》[3][6][7][8]。

## 著作
- 《留庵詩文集》
- 《醒栩草堂遺稿不分卷》